# Джовани Мария Висконти
Вижте пояснителната страница за други личности с името Джовани.
Джовани Мария Висконти (на италиански: Giovanni Maria Visconti; * 7 септември 1388, Абиатеграсо, Миланско херцогство; † 16 май 1412, Милано, Миланско херцогство) от род Висконти, е 2-ри херцог на Милано (1402 – 1412).
Най-големият син на Джан Галеацо Висконти, той го наследява на 14 г. под регентството на майка си Катерина Висконти в най-драматичните условия на държавата си, застрашена отвън от враждебността на папа Бонифаций IX, флорентинците и Николо III д’Есте, и вътрешно от възраждащите се борби между гвелфи и гибелини. След напразни опити на регентката да възстанови реда в херцогството с помощта на съветника Франческо Барбавара, Джовани Мария лично поема властта през 1404 г., като затваря майка си в Монца, която умира скоро след това, очевидно от отрова. След това подкрепя фракцията на гибелините, като прави губернатор на Милано кондотиера Фачино Кане, който на практика поема господството на херцогството. След смъртта на Кане е организиран заговор от миланските благородници срещу Джовани Мария, който си е създал множество врагове заради жестокостта си, които го убиват. Той остава Миланското хецогство в пълен разпад.

## Произход
Той е първородният син на Джан Галеацо Висконти (* 1351, † 1402), 1-ви херцог на Милано, господар на Милано, Верона, Крема, Кремона, Бергамо, Болоня, Бреша, Белуно, Пиеве ди Кадоре и др., и на братовчедка му Катерина Висконти (* 1360, † 1404), последна господарка на Милано (1385 – 1395) и първа херцогиня на Милано (1395 – 1402). Негови дядо и баба по бащина линия са Галеацо II Висконти, господар на Милано, и Бианка Савойска, а по майчина – Бернабо Висконти, господар на Милано, и съпругата му Беатриче Реджина дела Скала. Има един брат и една сестра:
- Сестра (* / † 1385)
- Филипо Мария (* 1392, † 1447), граф на Павия, 3-ти херцог на Милано (1412 – 1447), съпруг на Беатриче ди Тенда и на Мария Савойска

Има и трима природени братя и една природена сестра от първия брак на баща си, както и двама или трима природени братя от две негови извънбрачни връзки.

## Биография

### Начални години
Джан Галеацо гледа на раждането на първородния си син като благословия, дадена му от Богородица, тъй като всичките му синове от първата му жена умират в ранна възраст. Решава да го кръсти Джовани Мария и се заклева да даде името „Мария“ на всички деца от мъжки пол, които му се раждат. На 28 октомври 1388 г. той свиква Генералния съвет, който избира някои представители, които да положат клетва за вярност към него и към сина му и да спазват написаното от него завещание.
На 3 септември 1402 г. херцог Джан Галеацо умира от чума. Благодарение на политическите му способности Сеньория Милано се е превърнала в херцогство и то е достигнало максималното си разрастване. На 29 ноември е свикан Генералният съвет, който кара четиридесет видни граждани да положат клетва за вярност към Джовани Мария Висконти. Клетвата е произнесена на 14 декември в Херцогския двор на Бролето Векио. Новият херцог е само на четиринадесет години, но в съответствие с бащиното завещание той наследява управлението на Миланското херцогство (Милано и неговото контадо) заедно с централния блок на владенията – градовете Кремона, Бергамо, Бреша, Комо, Лоди, Пиаченца, Парма, Реджо, както и Графство Аджера. Западните и източните владения, както и Графство Павия, вместо това са дадени на брат му Филипо Мария, докато Габриеле Мария, извънбрачен син на Джан Галеацо, узаконен по-късно, получава град Пиза и селището на Крема. За първи път титлата се предава по силата на завещателно разпореждане.
По разпореждане на починалия му баща Джовани Мария остава под опеката на майка си Катерина Висконти до навършването на двадесет години. Тя е подпомогната в регентството от Франческо Барбавара, първи херцогски секретар, и от настойниците на Джовани Мария – Пиетро да Кандия, архиепископ на Милано, Пиетро де Граси, епископ на Кремона, и Джовани да Каподигало, епископ на Новара.
Като първа резолюция Катерина се опитва да умиротвори откритите фронтове с Папската държава, Флорентинската република и Сеньория Падуа. С първите две е възможно да се постигне споразумение, докато благодарение на дипломатическите действия на Джовани да Казате и Франческо дела Кроче на 7 декември е сключен мир с господаря на Падуа Франческо II да Карара. Според Андреа Гатари Миланското херцогство би трябвало да отстъпи градовете Чивидале, Фелтре и Басано на Франческо II, да възстанови течението на река Брента и падуанците да останат съюзници на император Рупрехт; според Бернардино Корио обаче трите града не са отстъпени.

### Антивиконтската лига на Бонифаций IX атакува Болоня
Папа Бонифаций IX, възнамерявайки да си върне градовете, отнети му от Джан Галеацо Висконти, се съюзява с флорентинците, Николо III д’Есте, маркграф на Ферара, Модена и Реджо, и Карло I Малатеста, господар на Римини, Фано, Чезена и Пезаро, след което изпраща армия под ръководството на легата и кардинал Балдасар Коса, за да окупира замъците на Умбрия. Миланците отвръщат с изпращането на кондотиера Якопо Дал Верме в Тоскана. След като пристига в Болоня, Дал Верме чувства, че трябва да отиде в Бреша от страх от размирици. На негово място е изпратен кондотиерът Отобуоно де Терци с 500 копия, който връща замъците около Перуджа и Асизи, след което се подготвя за сблъсък с папата, като до Дал Верме достигат подкрепленията на Пандолфо III Малатеста (600 копия) и Джовани Колона (300 копия).
Кондотиерът Фачино Кане се възползва от нестабилността на херцогството, за да се обогати, като разграбва провинцията на Тортона, Павия, Пиаченца и Парма до февруари 1403 г., докато кондотиерът Алберико да Барбиано изоставя миланците, връщайки се първо в Кунео и след това се поставя в услуга на лигата. Междувременно Катерина Висконти изпраща архиепископа на Милано – францисканеца Пиетро да Кандия, в Рим, за да склони папата към мир, без обаче да постигне резултат. Армията на лигата пристига в края на май 1403 г. под стените на Болоня, защитавана от Фачино Кане, обсажда я, но не успява да пробие отбраната, и трябва да се задоволи с набези в райна на Парма по покана на разбунтувалото се семейство Роси.

### Бунт в Милано
Междувременно започват вълнения в Миланското херцогство. Много съветници и губернатори хранят големи лични амбиции, не гледат благосклонно на регентството на Катерина Висконти, завиждат на политическата кариера на секретаря ѝ Франческо Барбавара, станал най-влиятелният човек в държавата, започвайки от нищото, или искат да се спасят, понеже предвиждат неизбежното разпадане на херцогството. Група гибелински заговорници начело с Антонио Висконти ди Модроне (извънбрачен син на Джан Галеацо) и включваща Франческо, Джовани, Галеацо и Джавацо Алипранди, Галеацо и Антонио Поро, Джовани Андреа и Паоло да Баджо, и Сасо де Ризи се събират в Милано с намерението да елиминират Франческо и брат му Манфредо, които имат симпатиите на гвелфите.
Те карат в града да се върне епископът Франческо Висконти, навремето прогонен от Джан Галеацо Висконти. От една страна той се опитва да постигне помирение с Джовани Мария, а от друга подбужда гражданите на квартал Порта Тичинезе, където живее, разпалвайки разделенията между гвелфите и гибелините. Джовани да Казате се съгласява да преговаря за помирението на Франческо, но на 29 август 1403 г. е убит от Галеацо Алипранди. Това подпалва гражданската война между гвелфите и гибелините в Милано, след като тяхното разделение е държано под контрол много години, първо от строгостта на Бернабо Висконти и след това от политическите умения на Джан Галеацо.
Катерина Висконти решава да напусне замъка на Порта Джовия, като дефилира в карета по улиците на града, придружена от новия херцог Джовани Мария, за да се опита да потуши бунтовете и в рамките на няколко часа успява. На следващия ден Антонио Поро пристига в Милано и отново разпалва бунта. Катерина отново дефилира, постигайки същия резултат като предния ден. На третия ден, около 9 часа сутринта, Поро успява да събере тълпа от 15 хил. души, претендиращи за главата на братята Барбавара пред замъка, в който се са затворили Джовани Мария, майка му и секретарят му Франческо Барбавара. След това братята Барбавара напускат замъка и след като са събрани около сто конници в крепостта на Порта Верчелина, те са ескортирани извън града и намират убежище в Павия, но кастеланът не иска да ги приеме. Заговорниците, понеже не успяват да сложат ръка на Барбавара, започват да убиват техните съюзници.

### Размирици в Миланското херцогство
Между юни и юли 1403 г. бунтовете, които избухват в Милано, подтикват кондотиера Уголино Кавалкабо, току-що отзован от изгнание от Катерина Висконти и приет отново в Херцогския съвет, да завладее Кремона, Джорджо Бенцоне – Крема, Франчино и Отоне Руска – Комо, Де Саки – Белинцона, жителите на Лоди да изгорят много членове на Вистарини и да изберат Джовани Виняти, гвелфските семейства от Пиаченца да изгонят сем. Ангуисола, а планинците, начело с Джовани Роцоне, да избият гибелините в Бреша, където се спасяват само онези, които са успели да се скрият в замъка или са избягали от града. Сем. Роси кани флотилията на лигата да атакува Казалмаджоре, която обаче е тежко победена от корабите на Висконти и е принудена да се оттегли към Медзани.
Сблъсъци между гвелфи и гибелини има също в Алесандрия, Бергамо, Вимеркате, в района на Мартезана и в много други по-малки градове. През юли Катерина Висконти се опитва да помири страните, като кара най-известните граждани и на двете фракции да влязат в Херцогския съвет, но тя не може да направи нищо, тъй като градът вече е контролиран от Франческо Висконти, Антонио Поро и архиепископа на Милано. Херцогският съвет решава да изпрати кондотиера Якопо Дал Верме да потуши бунтовете. Той успява да върне под управлението на херцога (понякога само номинално) Мартезана и градовете Бреша, Лоди и Кремона, както и да установи примирие в Комо, след като изпраща армия от 600 конници и 1000 пехотинци. Гибелините успяват да превземат Сончино и Кастелеоне. Филипо Мария Висконти, брат на Джовани Мария, се оттегля от Милано в Павия и благодарение на своите съветници успява да умиротвори града, докато кондотиерът Отобуоно де Терци успява да прогони сем. Роси от Парма. На 25 август 1403 г. Херцогският съвет, благодарение на посредничеството на Франческо I Гондзага и Карло I Малатеста, постига мир с лигата в Каледио, по силата на който Миланското херцогство отстъпва градовете Болоня, Перуджа и Асизи заедно с тяхната провинция.
Кондотиерът Фачино Кане, който се оттегля от Болоня на 2 септември, а на 21 септември успява да отнеме Александрия от Жан льо Менгр (по прякор „Бузико“) – губернатор на Генуа, който я е окупирал (с изключение на цитаделата) по покана на гвелфите в града. След това той нарежда да отрежат ръката на всички пленени французи, тъй като те са обещали по-рано никога повече да не вдигат оръжие срещу херцога на Милано. На 10 или 11 септември Якопо Дал Верме и Отобуоно де Терци изгонват господаря на Падуа Франческо II да Карара от Бреша, който, нарушавайки мира с миланците, я е окупирал по покана на местните гвелфи. През октомври флорентинците изпращат Алберико да Барбиано с 400 копия да завладее Кремона, докато Пандолфо III Малатеста от името на миланците успява да изгони сем. Роси, но избива гражданите. Извънбрачния син на Джан Галеацо, Габриеле Мария Висконти, успява да задържи Пиза за известно време, докато през март 1404 г. сиенците изгонват Джорджо дал Карето, възстановявайки републиката.
През януари 1404 г. Катерина Висконти успява да намери убежище в замъка при Порта Джовия в Милано, укрепва гарнизона му заедно с този на Крепостта на Порта Верчелина. Слеф това тя нарежда почти всички водачи на заговора да бъдат заловени и обезглавени, излагайки телата им под Лоджия „Озии“, с изключение на Антонио Висконти, който благодарение на молбата на Англезия Висконти е единствено затворен, докато Франческо Висконти успява да избяга. На 21 януари херцогският секретар Франческо Барбавара е върнат в града. Брат му Манфредо е затворен от Филипо Мария Висконти, който успява да убеди Джовани Мария да направи същото с Франческо за сигурността на държавата, тъй като двамата братя са придобили твърде много власт в херцогство. На 21 март, предупреден навреме, Франческо успява да намери убежище първо в Арона, а след това във феодалните си владения във Валсезия.
На 16 март 1404 г. има илюзия за възстановяване на мира между гвелфите и гибелините в Милано, но Филипо Мария Висконти кара Франческо Висконти да се върне в Милано. Така избухват нови бунтове, при които имотите на Франческо Барбавара са разграбени заедно с манастира и базиликата на Свети Амвросий, чийто абат Джовани Лампуняни е разкъсан на парчета. Гибелините дори успяват да сринат крепостта при Порта Верчелина.

### Край на господството на Висконти във Венето
През януари 1404 г. Бреша се вдига отново и Катерина Висконти изпраща Фачино Кане и Пандолфо III Малатеста начело на 6000 конници, за да я върнат. Двамата успяват да върнат града и някои замъци, както и двата бастиона, построени от Франческо II да Карара предния месец. Веднъж във Верона, кастеланът Уголото Бианкардо, който командва града от името на Филипо Мария Висконти, не иска да ги приеме, така че Малатеста се връща в Бреша, а Кане продължава към Падуа. Тъй като не успява да победи Кане с оръжие, Франческо да Карара го подкупва с муле, натоварено със злато, и на 20 март Кане се оттегля в Пиаченца, която отнема от Отобуоно де Терци.
След това Франческо да Карара организира армия заедно с Гулиелмо дела Скала, Николо III д’Есте, Карло и Есторе Висконти, синове на Бернабо. През нощта между 7 и 8 април тя влиза във Верона, принуждавайки Бианкардо да се скрие в замъка. В този момент миланските посланици сключват споразумение с Венецианската република, според което в замяна на отбранителен съюз Миланското херцогство ще ѝ отстъпи Фелтре, Белуно, Басано, Виченца и Верона. Това споразумение е основата за експанзията на Венеция на континента и довежда до края на краткото управление на Висконти във Венето.
На 18 април Гулиелмо дела Скала, който е болен от известно време, умира. Той е последният владетел на Верона от семейството си. Три дни по-късно Бианкардо се отказва от замъка. Според Биля той е бил отровен от Франческо II да Карара, който е смятал да завладее Верона и Виченца. По-малко от година по-късно обаче той и семейството му губят държавата завинаги и тя попада в ръцете на венецианците.

### Разпадане на Миланското херцогство
Междувременно в Милано продължават борбите между гвелфите и гибелините. В подкрепа на първите е сем. Роси, което, след като губи господството над град Комо, си отмъщава, като завладява различни земи в района на Комо и на Милано, включително Пиеве Инчино. Джовани Мария изпраща Джовани да Каркано да обсади Ерба, където сем. Роси се е укрепило, но операциите са спрени на 28 март 1404 г., когато е установен крехък мир между двете фракции. Считайки мира за неблагоприятен за гибелините, Франческо Висконти се завръща в Милано и подновява военните действия. След това той успява да завземе Ломацо и да потуши бунтовете в пиеветата на Фино, Апиано, Мариано и Севезо, и след това да наложи нов, по-благоприятен мир, който е също толкова краткотраен, колкото и първия. Сем. Роси се опитва да изненада Канту, но е предварено от Джовани да Каркано, който влиза в Канту с корпус от осемстотин конника и след това успява да превземе Комо, като го атакува по суша и вода. Роси са принудени да бягат в Лугано и Белинцона. Връщайки се в Канту, Джовани да Каркано е отровен от семейство Граси – най-могъщото семейство в града, и умира през октомври.
На 4 март херцогиня Катерина Висконти установява постоянна конфедерация с Теодор II Монфератски, на когото са отстъпени Казале и Верчели. Пандолфо III Малатеста през пролетта на 1404 г. е новиниран от нея за господар на Бреша. Въпреки това Малатеста, съюзен със сем. Колеони от Бергамо, не пропуска да нанесе щети на гибелините от района на Бергамо и когато Джовани Мария изпраща Отоне да Мандело в Трецо, за да окупира замъка, последният го арестува и поисква откуп от 20 хил. флорина. Отобуоно де Терци успява първо да открадне Реджо от сем. Есте и през октомври да си върне самата Пиаченца. Въпреки това Фачино Кане успява да превземе Новара. Възползвайки се от слабостта на херцогството, Томас III от Салуцо окупира онова, което е останало от пиемонтските земи в ръцете на Висконти в Ланге. Кастелино Бекария на практика получава контрол над Павия, като изпраща Филипо Мария Висконти в замъка.
В рамките на две години след смъртта му всички завоевания на Джан Галеацо Висконти са загубени и голяма част от това, което остана от херцогството, се оказва в ръцете на местни господари, които само номинално и непостоянно остават верни на херцога.

### Смърт на Катерина Висконти
На 21 май 1404 г. в Милано капитанът на народа Бартоломео Джанобони се кани да изпълни смъртната присъда на някого си Монцино, когато гвелфите от семейство Казати, негови приятели, влизат в Бролето Нуово с десетки войници. Херцогът, информиран за фактите, язди заедно с някои гибелински господари до Бролето и кара Казати да избягат. Казати намират убежище в крепостта на Порта Нуова, която са завладели. Когато херцогът отива да ги блокира, по него са произведени много изстрели с арбалет близо до църквата Сан Пиетро ин Корнаредо, което го принуждава временно да се оттегли. Получил подкрепления, Джовани Мария се насочва отново срещу Порта Нуова, успявайки да накара Казати да избягат, след което нарежда резиденциите им да бъдат разграбени и Монцино да бъде екзекутиран.
На 23 май гвелфите, водени от капитан Ди Дезио, въвеждат Отоне Руска в Порта Нуова заедно с други изгнаници, след което събират около четиристотин мъже, белязани с бял кръст, в църквата „Санта Мария Белтраде“ на място, наречено Малкантоне. Вместо това херцогът събира гибелините, маркирани с червен кръст, в двора на Бролето Векио. Гвелфите се придвижват към моста Ветеро близо до Порта Комазина и оттам към Порта Верчелина. Те обаче са пресрещнати от гибелините, които ги отблъскват, принуждавайки ги да се оттеглят към Порта Нуова близо до църквата „Сант Анастазия“. Джовани да Виняте, господар на Лоди, пристига твърде късно в подкрепа на гвелфите. Много от участниците в безредиците са екзекутирани, други са затворени или са освободени чрез заплащане на откуп. Джовани Мария заповядва всяка година да се прави тържествено жертвоприношение за църквата „Сан Анастазия“ – символично място на победата.
След тези размирици Катерина Висконти, пристрастна към фракцията на гвелфите, решава да се премести от Милано в Монца, оставяйки замъка в ръцете на кондотиера Якопо дал Верме. Пандолфо III Малатеста отива при нея, след като е заговорничил с Джовани да Виняте в Трецо. Гибелините вероятно са научили за това от Джовани Пустерла, кастелан на Монца, и през нощта на 18 август той пуска да влязат войски, водени от Франческо Висконти и Кастелино Бекария. Гибелините разграбват къщите на гвелфите в Монца, залавят много благородници от тази група, над триста конници, и арестуват Катерина. Малатеста бяга бос в Трецо с помощта на мелничар. На 17 октомври Катерина умира, не е ясно дали от чума, отровена или удушена. Погребана е зад главния олтар на Катедралата в Монца. Същия ден в Рим е избран новият папа Инокентий VII.

### Синовете на Бернабо Висконти
Пандолфо III Малатеста не пропуска да отмъсти за събитията в Монца, като подпалва провинцията източно от Милано. Джовани Мария вика кондотиера Фачино Кане обратно в Милано, който, заедно с Франческо Висконти, успява да изгони Пандолфо III Малатеста и да го затвори в Пиеве Инчино. Докато Малатеста е обсаден в Ерба, сем. Колеони се възползва от възможността да превземе замъка в Трецо. Обсадата е вдигната, когато някои от верните на Малатеста, след като отново разграбват провинцията, нападат източните селища на Милано. Малатеста успява да избяга, като се укрива в Бреша.
Междувременно Джанмастино Висконти, син на Бернабо, дългогодишен гост на епископа на Кур, обещава на епископа Вал Поскиаво, Валкиавена и Валтелина за сметка на херцога на Милано. За да го успокои, Джовани Мария решава да му даде господството над Бергамо, неговият племенник Джанкарло (известен като Джанпичинино) получава Бреша и Вал Камоника, а природеният му брат Есторе Висконти – феода Мартиненго. Няколко месеца по-късно Джанмастино умира и Джанкарло взема господството на Бергамо с подкрепата на своите чичовци. Тогава Есторе атакува Бреша, като иска да я открадне от Малатеста, но е заловен и след това откупен от Джанкарло в замяна на Палацоло. Тези маневри между потомците на Бернабо и Малатеста карат Джовани Мария да стане подозрителен и той затваря Есторе заедно с всичките служители на Джанкарло в Монца. След това миланците успяват да превземат крепостите на Бергамо и да изгонят Малатеста от обсадата на Урняно. На 9 октомври, след 10-дневна обсада, Фачино Кане и Франческо Висконти превземат замъка в Трецо от сем. Колеони, след което се насочват към Бреша, където се споразумяват с Малатеста за примирие за малко повече от месец.

### Смърт на Галеацо Гондзага
През януари 1406 г. архиепископът на Милано Пиетро да Кандия успява да убеди кондотиерите Якопо дал Верме и Галеацо Гондзага да се поставят в услуга на Миланското херцогство, след като са успели да превземат района на Падуа под властта на Венецианската република и да накарат да им предадат господаря на града Франческо III да Карара, по-късно удушен във Венеция. През април двама кондотиери отговарят на набезите на Пандолфо III Малатеста в района на Бергамо, като обсаждат замъка в Трецо и построяват различни бастиони, за да го изолират. Докато Якопо дал Верме се погрижва за Трецо, Галеацо Гондзага отива в района на Бергамо, където превзема няколко замъка, но на 24 април, по време на нападението срещу замъка на Медолаго, е смъртоносно ранен.
На 8 май Якопо дал Верме напуска гарнизона в защита на бастионите на Трецо и предприема набези в района на Лоди. Между 20 и 22 юни сем. Колеони – кастелани на Трецо, извършват нападение, като подпалват четири бастиона и принуждават гарнизона да отстъпи. През август Карло I Малатеста е призован в Милано като настойник на Джовани Мария и благодарение на него е възможно да се постигне примирие с брат му Пандолфо III Малатеста и с Габрино Фондуло, станал господар на Кремона, след като е убил Уголино Кавалкабо. Това примирие кара капитаните от партията на гибелините и Франческо и Антонио Висконти да загубят по-нататъшна власт в Милано. Те първо се оттеглят в замъка си в Касано и на 23 август пристигат, за да атакуват войските на Якопо дал Верме, като ги карат да избягат и взимат много пленници; самият кондотиер е ранен в главата.

### Якопо дал Верме влиза в Милано
През 1407 г. се разпространяват слухове, че Фачино Кане, Франческо, Антонио и Габриеле Мария Висконти са се разбунтували срещу Джовани Мария. Габриеле изпраща кондотиера Якопо дал Верме в Мантуа и Венеция, карайки го да събере силна армия, водена от Пандолфо III Малатеста, Отобуоно де Терци, Габрино Фондуло и Балдасаре Коса, легат на Болоня. Въоръжената конфронтация е избегната от Фачино Кане, който се среща с херцог Джовани Мария в Чертога на Гареняно и не само го убеждава да помилва Франческо и полубратята си Антонио и Габриеле, но също така и да го избере за генерал, като го кара да заповяда никой да не помага на Якопо дал Верме. На следващия ден Дал Верме влиза в района на Бергамо с армията си, пресича река Ада при Трецо със съгласието на сем. Колеони и достига Розате, след като преминава през Вимеркате, Дезио, Сароно и Маджента.
Фачино Кане и Габриеле Висконти напускат Милано и за да посрещнат врага, лагеруват в Бинаско. След това начело на петстотин конници отиват на разузнаване близо до Моримондо. Тук те се сблъскват с вражеския авангард от около 2000 души и решават да го атакуват, като успяват да разпръснат първите два отряда, но накрая са победени и принудени да бягат. Фачино Кане намира убежище в Павия, където е преследван от Якопо дал Верме, на когото Филипо Мария Висконти позволява да влезе в града, и е принуден да бяга дръзко от града. На 27 март, Великден, Дал Верме и Де Терци влизат в Милано и принуждават херцог Джовани Мария да върне града под контрола на гвелфите. Благородниците гибелини Якопо и Франческо Граси са убити по инициатива на Терци, а останалите бягат от града или намират убежище в замъка при Порта Джовия заедно с Антонио и Габриеле Висконти. Подобни жестокости обаче карат Дал Верме да заплаши Терци да се противопостави на репресиите му с оръжия, а гибелините от Порта Джовия да бомбардират града с артилерия.
На 19 май най-накрая е постигнато примирие, но не успяват да изгонят Отобуоно де Терци от града, освен срещу заплащане на сто хиляди златни флорина; неудовлетворен от последното, той започва да прихваща и изземва товарите от стоки, преминаващи транзитно по река По, обогатявайки се изключително много в ущърб на херцогството. Дал Верме урежда Карло I Малатеста да бъде назначен за губернатор на града, но осъзнавайки, че дворът е пълен с враждебни личности, той скоро напуска и никога не се върна на служба в херцогството. През януари 1408 г. Малатеста обсажда замъка Порта Джовия, като настанява батерии от оръдия в парка и принуждава кастеланите да се предадат. Антонио и Габриеле Висконти са заточени, първият в Пиемонт, а вторият във Ферара при условие, че Антонио убеди Есторе да отстъпи Монца. Кастеланът Джовани Пустерла няма този късмет: на 28 януари херцог Джовани Мария, за да си отмъсти за предателството му от 1404 г., когато е позволил на Франческо Висконти да влезе в Монца, първо го дава за храна на кучетата си и след това, още жив, кара да го обезглавят на площад Бролето и след това да разкъсат тялото му на четири: главата му е провесена от камбанарията на сградата, а тялото му – от градските порти. Скоро той е последван от много други гибелински благородници.

### Брак
През февруари 1408 г. Фачино Кане се завръща за нападение близо до Бусто Арсицио, за да постави гарнизон по мостовете над река Тичино. През май и юни Есторе Висконти, владетел на Монца, разграбва миланските квартали Порта Нуова и Порта Ориентале. Милано скоро се оказва откъснат от повечето търговски обмени, тъй като река Тичино се контролира от Фачино Кане, Брианца от Есторе Висконти и Джовани Пичинино, господар на Канту, река Ада от сем. Колеони и река По от Отобуоно де Терци. На 16 юни херцогската армия, водена от Джовани Мария и Карло I Малатеста, обсажда Монца без успех.
През тези месеци Малатеста успява да убеди херцога да се ожени за племенницата му Антония Малатеста, дъщеря на Андреа Малатеста, господар на Чезена. На 1 юли 1408 г. булката влиза в Милано от Порта Романа, придружена от баща си и отива до катедралата, където се омъжва за Джовани Мария.
През август Есторе Висконти окупира замъка на Касано, изпреварвайки Антонио Висконти, но още на 26 август херцогската армия го превзема. След като не успява да изпълни обещанието си, Висконти е екзекутиран; няколко месеца по-късно брат му Франческо също умира, което нанася сериозен удар на фракцията на гибелините.

### Маршал Бузико и битката при Нови
През март 1409 г., след неуспешен опит да се помири с Фачино Кане, Джовани Мария сключва съюз с Джанфранческо Гондзага, Николо III д’Есте, Пандолфо III Малатеста и Габрино Фондуло срещу Отобуоно де Терци, и с брат си Филипо Мария, Лудвиг Савойски-Ахая, Амадей VIII Савойски и Жан льо Менгр (Бузищо) тръгва срещу Фачино Кане. Армиите на Кане и на Пандолфо III Малатеста се сблъскват на 7 април, Великден, близо до Рованяте, без никой от тях да отчете ясна победа. И така, за да попречат на французите на Бузико да успеят в намерението си да управляват Милано с одобрението на Антонио Ториани, двамата генерали решават градът да бъде управляван от двама губернатори по тяхно собствено номиниране.
През юни 1409 г. херцогът установява вечен мир с Фачино Кане в замяна на някои феоди и замъци и връщането на гибелините в Милано. Мирът обаче не трае дълго. Малатеста, заедно с гвелфската партия в полза на французите, канят Бузико в Милано, за да го назначат за губернатор. Последният не закъснява и с армия от 5500 кавалеристи и 600 пехотинци превзема Пиаченца и на 31 юли влиза в Милано, придружен от бунтовническите господари на херцога. Той се опитва да получи замъка на Порта Джовия, но кастеланите Винченцо Марлиани и Кристофоро дела Страда отхвърлят всички преговори. Междувременно Фачино Кане и Теодор II Монфератски, възползвайки се от отсъствието на Бузико и поканени от гражданите, окупират Генуа, принуждавайки французите да се оттеглят към крепостите. След това Бузико напуска Милано и през октомври се сблъсква с Фачино Кане близо до Нови, но е победен и е принуден да се върне във Франция. Фачино Кане тръгва към Милано и през септември херцог Джовани Мария отново е принуден да се споразумее и след това да установи истински мир на 3 ноември. Много представители на фракцията на гвелфите напускат града, като се поставят под закрилата на Филипо Мария Висконти.

### Фачино Кане – губернатор
На 5 април 1410 г., докато Фачино Кане е в двора на Бролето Векио пред църквата „Сан Готардо ин Корте“, той се озовава пред няколко войници, които се опитват да го заловят, но успява да избяга на кон, ранен в глава, след като я ударя яростно в една от вратите на сградата. Заповедта е дадена от самия херцог, който обаче скоро осъзнава грешката, която е направил, и се помирява с него, като хвърля вината върху някои венециански посланици. На 12 май Фачино Кане е назначен за управител на града за период от три години.
През лятото на същата година той успява да установи примирие с Джовани да Виняте, господар на Лоди и на Пиаченца, Джорджо Бенцоне, господар на Крема, със сем. Колеони, кастилани на Трецо, и с Джовани Пичинино, господар на Канту. На 22 юли замъкът на Алесандрия се предава след тригодишна обсада.
През януари 1411 г., в съгласие с могъщото семейство Бекария, Фачино Кане влиза в Павия, разграбва къщите на гвелфите и обсажда Филипо Мария Висконти, който е принуден да му даде де факто управлението на града. Малко след това той превзема Канту, прогонвайки Джовани Пичинино. На 23 август е постигнат мир с Есторе Висконти. В началото на 1412 г. Кане обсажда Бергамо, след като получава някои владения в тази област от сем. Суарди. Няколко седмици по-късно обаче той е принуден да се оттегли в Павия, след като получава силен пристъп на подагра.

### Убийство на Джовани Мария
Пристъпът на подагра на Фачино Кане през 1412 г. се смята за смъртоносен от лекарите, така че миланските гибелини, страхувайки се да не загубят властта, която имат в града и страхувайки се, че непостоянството на Джовани Мария ще го накара да се сближи отново с гвелфите, планират убийството на херцога. Някои заговорници, привърженици на наследниците на Бернабо Висконти – семействата Баджо, Пустерла, Тривулцио, Мантегаца, Алипранди, Майно и др., се възползват от момента, в който най-великият кондотиер на херцога е тежко болен в Павия, и страхувайки се, че Бернабо Висконти, известен с нечестието си, допълнително ще увеличи властта си, нападат 23-годишния Джовани Мария пред църквата „Сан Готардо ин Корте“ и го наръгват с нож в главата и в десния крак.
Трупът на херцога първо е пренесен в Миланската катедрала без почести, с изключение на кошница с рози, дарена от проститутка, която по-късно е възнаградена от Филипо Мария Висконти, след което е оставен да изгние другаде. Умиращият Фачино Кане кара офицерите си да се закълнат същия ден, че ще подкрепят наследника Филипо Мария, а самият той предлага съпругата си Беатриче ди Тенда да се омъжи за Филипо Мария след смъртта му, настъпила малко след това.

## Личност
Джовани Мария е известен със страстта си към лова и когато му е скучно да убива зверове, за да задоволи садистичното си удоволствие, кара мастифите си да бъдат обучени от дресьор, за да преследват и разкъсват хора. Първоначално той кара миланските съдилища да му пращат осъдените за неговите ловни партита, а по-късно също изобличава съучастниците си в престъпленията, за да компенсира липсата на осъдени за своя лов. Известни мъже от Милано са разкъсани от неговите мастифи, включително роднините му. Същата съдба сполетява и кастеланът на Монца Джовани Пустерла, обвинен в смъртта на майка му Катерина.
Говори се, че когато през май 1409 г., докато войната все още продължава, гладните викат за мир, докато той минава, херцогът хвърля войниците си срещу тях; и след това забранява, според легендата, под страх от бесилката, да се произнасят думите „мир“ и „война“, и дори задължава църковните служители да казват в литургията „дай ни спокойствие“ вместо „дай ни мир“.
Разнородни, но сходни свидетелства за Джовани Мария Висконти обрисуват една крехка и непостоянна личност, склонна към ексцесии и изблици на гняв; принц, заобиколен от хрътки и мастифи, които той използва, за да храни с враговете си, но неспособен да избере със същата грижа съветниците си.

## Брак и потомство
∞ 1 юли 1408 в Миланската катедрала за Антония Малатеста (* XIV век; † XV век, Чезена), дъщеря на Андреа Малатеста, господар на Чезена, и на Ренгарда Алидозия от Имола, от която няма деца.

### Други
- Bruno Paradisi, GIOVANNI MARIA Visconti, duca di Milano, в Enciclopedia Italiana, Istituto dell'Enciclopedia Italiana, 1933
- Giovanni Maria Visconti, в Dizionario di storia, Istituto dell'Enciclopedia Italiana, 2010

## Обяснителни бележки
1. ↑  Копието е военна единица, съставена от 3-4 войника или тежък конник, оръженосец, паж и торбоносник и пет коня или два коня, два големи нага и два малки нага.
2. ↑  След инсулт, който ѝ причинява парализа, Катерина Висконти вече не може вече да язди кон

## Библиографски бележки
1. ↑  Giovanni Maria Visconti //  Dizionario di Storia.   Посетен на 2023-9-3.
2. ↑  G. Giulini, op. cit. vol. V, pp. 722-723..
3. ↑  Andrea Gamberini. GIOVANNI MARIA Visconti, duca di Milano //   Посетен на 2023-9-3.
4. ↑  Bruno Paradisi. GIOVANNI MARIA Visconti, duca di Milano //   Посетен на 2023-9-3.
5. ↑  G. Giulini, op. cit. vol. V, с. 722-723..
6. ↑  G. Giulini, op. cit. vol. VI, с. 58-60..
7. ↑  G. Giulini, op. cit. vol. VI, с. 68-69..
8. ↑  Антонио Висконти е син на Джованоло, от своя страна син на Верчелино, родоначалник на Висконти ди Модроне.
9. ↑  G. Giulini, op. cit. vol. VI, с. 71-74..
10. ↑  G. Giulini, op. cit. vol. VI, с. 77-79..
11. ↑  G. Giulini, op. cit. vol. VI, с. 80-84..
12. ↑  G. Giulini, op. cit. vol. VI, с. 84-86..
13. ↑  G. Giulini, op. cit. vol. VI, с. 86-89..
14. ↑  G. Giulini, op. cit. vol. VI, с. 89-91..
15. ↑  G. Giulini, op. cit. vol. VI, с. 91-95..
16. ↑  G. Giulini, op. cit. vol. VI, с. 98-101, 103..
17. ↑  G. Giulini, op. cit. vol. VI, с. 109-111..
18. ↑  G. Giulini, op. cit. vol. VI, с. 114-122..
19. ↑  G. Giulini, op. cit. vol. VI, с. 122-125..
20. ↑  G. Giulini, op. cit. vol. VI, pp. 125-133, 137-142..
21. ↑  G. Giulini, op. cit. vol. VI, с. 143-151..
22. ↑  G. Giulini, op. cit. vol. VI, с. 151-152..
23. ↑  Milano, 1412: il giovane duca folle assassinato fuori dalla chiesa //   28 ottobre 2017.

|  | Тази страница частично или изцяло представлява превод на страницата Giovanni Maria Visconti в Уикипедия на италиански. Оригиналният текст, както и този превод, са защитени от Лиценза „Криейтив Комънс – Признание – Споделяне на споделеното“, а за съдържание, създадено преди юни 2009 година – от Лиценза за свободна документация на ГНУ. Прегледайте историята на редакциите на оригиналната страница, както и на преводната страница, за да видите списъка на съавторите. ВАЖНО: Този шаблон се отнася единствено до авторските права върху съдържанието на статията. Добавянето му не отменя изискването да се посочват конкретни източници на твърденията, които да бъдат благонадеждни. |